# ロシア連邦への日本政府の政策に対する報復措置に関してのロシア外務省声明
ロシア連邦への日本政府の政策に対する報復措置に関してのロシア外務省声明（ロシアれんぽうへのにほんせいふのせいさくにたいするほうふくそちにかんしてのロシアがいむしょうせいめい）は、2022年5月4日に、ロシア外務省がウクライナ情勢を受けた日本の制裁措置への報復として、閣僚、国会議員、メディア関係者、研究者、自衛官など、日本人63人に対しロシアへの入国を無期限で禁止する措置をとる決定を発表したものである。

## 概要
ロシア外務省は本声明において「岸田内閣は前代未聞の反ロシアキャンペーンを展開し、ロシアの経済と国際的な権威を損ねようとする措置を講じている」と非難している。それに対し、岸田文雄首相は「今回の事態を招いたのはロシア側だ。責任は全面的にロシアにある」と非難した。
2022年7月15日、ロシア外務省は第2弾として7月14日付で日本国の衆議院議員384人に対する入国禁止措置を決定したことを新たに発表。このリストには自由民主党の麻生太郎と菅義偉、立憲民主党代表の泉健太、国民民主党代表の玉木雄一郎らが名を連ねている。同様にウクライナ侵攻への制裁措置に対抗して、これまでロシア外務省が相手国の下院議員を対象に行った入国禁止措置としては、2022年4月27日にイギリスの議会の下院（庶民院）議員のうち287人を名指ししたリスト を発表した事例がある。
2024年7月23日、新たに13人の入国禁止措置を発表。
2025年3月3日、追加制裁の報復として9人の入国禁止措置を発表。
制裁の対象となったウクライナ研究者の岡部芳彦は、リストの作成にあたって日本のテレビ番組でウクライナ侵攻や北方領土問題についてロシアを批判した人が選ばれていると推測した。プーチン大統領との会談などで交渉力、外交力の高さを見せた安倍晋三は含まれていない。また5月4日の声明には参議院沖縄・北方問題に関する特別委員会所属の議員ほぼ全員がリストアップされたが、同じく同委員会所属でロシアとの関係の深い鈴木宗男は選ばれていない。この他、2022年5月の第一次発表時点での現職の衆議院議員では菅直人（当時の現職議員の首相経験者で唯一選ばれていなかった）ら59人が入国禁止のリストに選ばれていない。

## 入国禁止者一覧
肩書はいずれも当時のものとした。
＜2022年5月4日付け 措置対象者：63人＞
1. 岸田文雄 - 内閣総理大臣
2. 松野博一 - 内閣官房長官
3. 林芳正 - 外務大臣
4. 鈴木俊一 - 財務大臣
5. 岸信夫 - 防衛大臣
6. 古川禎久 - 法務大臣
7. 二之湯智 - 国家公安委員長
8. 西銘恒三郎 - 沖縄及び北方対策担当相
9. 秋葉剛男 - 国家安全保障局長
10. 山東昭子 - 参議院議長
11. 細田博之 - 衆議院議長
12. 高市早苗 - 自民党政調会長
13. 佐藤正久 - 自民党外交部会長
14. 松川るい - 自民党国防部会長代理
15. 森英介 - 自民党衆議院議員、日本・ウクライナ友好議員連盟会長
16. 志位和夫 - 共産党委員長
17. 石井苗子 - 日本維新の会参議院議員、参議院政府開発援助・沖縄北方特別委員会
18. 熊野正士 - 公明党参議院議員
19. 森裕子 - 立憲民主党参議院議員
20. 阿部知子 - 立憲民主党衆議院議員、衆議院沖縄北方特別委員会委員長
21. 秋葉賢也 - 自民党衆議院議員、衆議院沖縄北方特別委員会理事
22. 國場幸之助 - 自民党衆議院議員、衆議院沖縄北方特別委員会理事
23. 鈴木隼人 - 自民党衆議院議員、衆議院沖縄北方特別委員会理事
24. 堀井学 - 自民党衆議院議員、衆議院沖縄北方特別委員会理事
25. 石川香織 - 立憲民主党衆議院議員、衆議院沖縄北方特別委員会理事
26. 大島敦 - 立憲民主党衆議院議員、衆議院沖縄北方特別委員会理事
27. 杉本和巳 - 日本維新の会衆議院議員、衆議院沖縄北方特別委員会理事
28. 稲津久 - 公明党衆議院議員、衆議院沖縄北方特別委員会理事
29. 青木一彦 - 自民党参議院議員、参議院政府開発援助・沖縄北方特別委員会委員長
30. 青山繁晴 - 自民党参議院議員、参議院政府開発援助・沖縄北方特別委員会理事
31. 今井絵理子 - 自民党参議院議員、参議院政府開発援助・沖縄北方特別委員会理事
32. 北村経夫 - 自民党参議院議員、参議院政府開発援助・沖縄北方特別委員会理事
33. 勝部賢志 - 立憲民主党参議院議員、参議院政府開発援助・沖縄北方特別委員会理事
34. 高瀬弘美 - 公明党参議院議員、参議院政府開発援助・沖縄北方特別委員会理事
35. 大塚耕平 - 国民民主党参議院議員、参議院政府開発援助・沖縄北方特別委員会理事
36. 清水貴之 - 日本維新の会参議院議員、参議院政府開発援助・沖縄北方特別委員会理事
37. 諸星衛 - 北方領土問題対策協会理事長
38. 佐伯浩 - 北方領土復帰期成同盟会長
39. 脇紀美夫 - 千島歯舞諸島居住者連盟理事長
40. 櫻田謙悟 - 経済同友会代表幹事
41. 鬼木誠 - 防衛副大臣
42. 岩本剛人 - 防衛政務官
43. 中曽根康隆 - 防衛政務官
44. 山崎幸二 - 統合幕僚長
45. 小野日子 - 外務省外務報道官
46. 飯塚浩彦 - 産経新聞社社長
47. 近藤哲司 - 産経新聞社専務取締役
48. 斎藤勉 - 産経新聞社論説顧問
49. 遠藤良介 - 産経新聞社外信部次長兼論説委員
50. 山口寿一 - 読売新聞グループ本社社長
51. 渡邉恒雄 - 読売新聞グループ本社代表取締役主筆
52. 二宮清純 - スポーツジャーナリスト
53. 岡田直敏 - 日本経済新聞社会長
54. 長谷部剛 - 日本経済新聞社社長
55. 井口哲也 - 日本経済新聞社常務取締役
56. 湯浅次郎 - 選択出版代表取締役
57. 加藤晃彦 - 週刊文春編集長
58. 袴田茂樹 - 青山学院大名誉教授
59. 神谷万丈 - 防衛大教授
60. 櫻田淳 - 東洋学園大教授
61. 鈴木一人 - 東大院教授
62. 岡部芳彦 - 神戸学院大教授、ウクライナ研究会会長
63. 中村逸郎 - 筑波学院大教授

＜2022年7月15日付け 措置対象者：384人＞
以下の64～447番は、衆議院議員464人（2022年7月15日時点在籍者）の中から選抜された384人。先に5月4日付け措置で対象となった者は含まれていない。（※ ロシア外務省発表の出典における掲載順。所属会派名を付け加えたもの）
| 所属会派     | 自由民 主党 | 立憲民 主党・ 無所属 | 日本維 新の会 | 公明党 | 国民民 主党・ 無所属 クラブ | 日本共 産党 | 有志 の会 | れいわ 新選組 | 無所属 | 全体 |
| ------------ | ----------- | -------------------- | ------------- | ------ | --------------------------- | ----------- | --------- | ------------- | ------ | ---- |
| 措置対象人数 | 201         | 91                   | 39            | 30     | 10                          | 9           | 3         |               | 1      | 384  |
| ５月分含む数 | 216         | 93                   | 40            | 31     | 10                          | 10          | 3         |               | 2      | 405  |
| 所属会派人数 | 261         | 97                   | 41            | 32     | 11                          | 10          | 5         | 3             | 4      | 464  |

1. 阿部俊子 - 自由民主党
2. 阿部弘樹 - 日本維新の会
3. 阿部司 - 日本維新の会
4. 足立康史 - 日本維新の会
5. 東国幹 - 自由民主党
6. 安住淳 - 立憲民主党・無所属
7. 畦元将吾 - 自由民主党
8. 赤羽一嘉 - 公明党
9. 赤木正幸 - 日本維新の会
10. 赤澤亮正 - 自由民主党
11. 赤間二郎 - 自由民主党
12. 赤嶺政賢 - 日本共産党
13. 秋本真利 - 自由民主党
14. 青柳陽一郎 - 立憲民主党・無所属
15. 青柳仁士 - 日本維新の会
16. 青山周平 - 自由民主党
17. 青山大人 - 立憲民主党・無所属
18. 荒井優 - 立憲民主党・無所属
19. 新垣邦男[注釈 3] - 立憲民主党・無所属
20. 浅川義治 - 日本維新の会
21. 浅野哲 - 国民民主党・無所属クラブ
22. 麻生太郎 - 自由民主党
23. 馬場伸幸 - 日本維新の会
24. 馬場雄基 - 立憲民主党・無所属
25. 伴野豊 - 立憲民主党・無所属
26. 和田義明 - 自由民主党
27. 和田有一朗 - 日本維新の会
28. 若林健太 - 自由民主党
29. 鰐淵洋子 - 公明党
30. 早稲田夕季 - 立憲民主党・無所属
31. 渡辺孝一 - 自由民主党
32. 渡辺創 - 立憲民主党・無所属
33. 渡辺周 - 立憲民主党・無所属
34. 渡辺博道 - 自由民主党
35. 後藤祐一 - 立憲民主党・無所属
36. 玄葉光一郎 - 立憲民主党・無所属
37. 源馬謙太郎 - 立憲民主党・無所属
38. 土井亨 - 自由民主党
39. 吉田久美子 - 公明党
40. 吉田宣弘 - 公明党
41. 吉田豊史 - 日本維新の会
42. 吉田とも代 - 日本維新の会
43. 吉田晴美 - 立憲民主党・無所属
44. 吉田統彦 - 立憲民主党・無所属
45. 義家弘介 - 自由民主党
46. 吉川赳 - 無所属
47. 吉川元 - 立憲民主党・無所属
48. 吉野正芳 - 自由民主党
49. 井林辰憲 - 自由民主党
50. 岩田和親 - 自由民主党
51. 岩谷良平 - 日本維新の会
52. 五十嵐清 - 自由民主党
53. 泉健太 - 立憲民主党・無所属
54. 泉田裕彦 - 自由民主党
55. 井出庸生 - 自由民主党
56. 池田佳隆 - 自由民主党
57. 池下卓 - 日本維新の会
58. 池畑浩太朗 - 日本維新の会
59. 今村雅弘 - 自由民主党
60. 今枝宗一郎 - 自由民主党
61. 稲田朋美 - 自由民主党
62. 稲富修二 - 立憲民主党・無所属
63. 井野俊郎 - 自由民主党
64. 井上信治 - 自由民主党
65. 井上貴博 - 自由民主党
66. 井上英孝 - 日本維新の会
67. 伊佐進一 - 公明党
68. 井坂信彦 - 立憲民主党・無所属
69. 石破茂 - 自由民主党
70. 石橋林太郎 - 自由民主党
71. 石田真敏 - 自由民主党
72. 石井啓一 - 公明党
73. 石井拓 - 自由民主党
74. 石川昭政 - 自由民主党
75. 石原正敬 - 自由民主党
76. 石原宏高 - 自由民主党
77. 市村浩一郎 - 日本維新の会
78. 一谷勇一郎 - 日本維新の会
79. 伊藤渉 - 公明党
80. 伊東信久 - 日本維新の会
81. 伊藤信太郎 - 自由民主党
82. 伊藤俊輔 - 立憲民主党・無所属
83. 伊藤忠彦 - 自由民主党
84. 伊藤達也 - 自由民主党
85. 井原巧 - 自由民主党
86. 川崎秀人 - 自由民主党
87. 門山宏哲 - 自由民主党
88. 柿沢未途 - 自由民主党
89. 鎌田さゆり - 立憲民主党・無所属
90. 神谷裕 - 立憲民主党・無所属
91. 亀岡偉民 - 自由民主党
92. 神田潤一 - 自由民主党
93. 神田憲次 - 自由民主党
94. 菅家一郎 - 自由民主党
95. 金田勝年 - 自由民主党
96. 金子俊平 - 自由民主党
97. 金子恵美[注釈 4] - 立憲民主党・無所属
98. 金村龍那 - 日本維新の会
99. 笠井亮 - 日本共産党
100. 河西宏一 - 公明党
101. 加藤竜祥 - 自由民主党
102. 勝俣孝明 - 自由民主党
103. 勝目康 - 自由民主党
104. 城井崇 - 立憲民主党・無所属
105. 黄川田仁志 - 自由民主党
106. 菊田真紀子 - 立憲民主党・無所属
107. 木村次郎 - 自由民主党
108. 金城泰邦 - 公明党
109. 吉良州司 - 有志の会
110. 岸本周平[注釈 5]  - 国民民主党・無所属クラブ
111. 北側一雄 - 公明党
112. 北神圭朗 - 有志の会
113. 北村誠吾 - 自由民主党
114. 木原稔 - 自由民主党
115. 木原誠二 - 自由民主党
116. 小林茂樹 - 自由民主党
117. 古賀篤 - 自由民主党
118. 小島敏文 - 自由民主党
119. 小泉進次郎 - 自由民主党
120. 穀田恵二 - 日本共産党
121. 小宮山泰子 - 立憲民主党・無所属
122. 小森卓郎 - 自由民主党
123. 高村正大 - 自由民主党
124. 近藤和也 - 立憲民主党・無所属
125. 近藤昭一 - 立憲民主党・無所属
126. 河野太郎 - 自由民主党
127. 輿水恵一 - 公明党
128. 小寺裕雄 - 自由民主党
129. 小山展弘 - 立憲民主党・無所属
130. 神津たけし - 立憲民主党・無所属
131. 工藤彰三 - 自由民主党
132. 熊田裕通 - 自由民主党
133. 国光文乃 - 自由民主党
134. 国定勇人 - 自由民主党
135. 國重徹 - 公明党
136. 日下正喜 - 公明党
137. 馬淵澄夫 - 立憲民主党・無所属
138. 牧原秀樹 - 自由民主党
139. 松原仁 - 立憲民主党・無所属
140. 松木謙公 - 立憲民主党・無所属
141. 松本洋平 - 自由民主党
142. 松本剛明 - 自由民主党
143. 松本尚 - 自由民主党
144. 松島みどり - 自由民主党
145. 前川清成 - 日本維新の会
146. 緑川貴士 - 立憲民主党・無所属
147. 三木圭恵 - 日本維新の会
148. 美延映夫 - 日本維新の会
149. 御法川信英 - 自由民主党
150. 岬麻紀 - 日本維新の会
151. 三谷英弘 - 自由民主党
152. 道下大樹 - 立憲民主党・無所属
153. 三ッ林裕巳 - 自由民主党
154. 宮澤博行 - 自由民主党
155. 宮崎政久 - 自由民主党
156. 宮路拓馬 - 自由民主党
157. 宮本岳志 - 日本共産党
158. 宮本徹 - 日本共産党
159. 宮下一郎 - 自由民主党
160. 宮内秀樹 - 自由民主党
161. 守島正 - 日本維新の会
162. 森田俊和 - 立憲民主党・無所属
163. 盛山正仁 - 自由民主党
164. 森山裕 - 自由民主党
165. 森山浩行 - 立憲民主党・無所属
166. 本村伸子 - 日本共産党
167. 宗清皇一 - 自由民主党
168. 村井英樹 - 自由民主党
169. 村上誠一郎 - 自由民主党
170. 務台俊介 - 自由民主党
171. 武藤容治 - 自由民主党
172. 永岡桂子 - 自由民主党
173. 長坂康正 - 自由民主党
174. 長島昭久 - 自由民主党
175. 長友慎治 - 国民民主党・無所属クラブ
176. 長妻昭 - 立憲民主党・無所属
177. 中川正春[注釈 6] - 立憲民主党・無所属
178. 中川貴元 - 自由民主党
179. 中川宏昌 - 公明党
180. 中川郁子 - 自由民主党
181. 中川康洋 - 公明党
182. 中島克仁 - 立憲民主党・無所属
183. 中村喜四郎 - 立憲民主党・無所属
184. 中村裕之 - 自由民主党
185. 中西健治 - 自由民主党
186. 中野英幸 - 自由民主党
187. 中野洋昌 - 公明党
188. 中根一幸 - 自由民主党
189. 中谷元 - 自由民主党
190. 中谷真一[注釈 7] - 自由民主党
191. 中司宏 - 日本維新の会
192. 中山展宏 - 自由民主党
193. 丹羽秀樹 - 自由民主党
194. 西田昭二 - 自由民主党
195. 西村智奈美 - 立憲民主党・無所属
196. 西村康稔 - 自由民主党
197. 西野太亮 - 自由民主党
198. 西岡秀子 - 国民民主党・無所属クラブ
199. 野田佳彦 - 立憲民主党・無所属
200. 野間健 - 立憲民主党・無所属
201. 野中厚 - 自由民主党
202. 額賀福志郎 - 自由民主党
203. 根本匠 - 自由民主党
204. 根本幸典 - 自由民主党
205. 小川淳也 - 立憲民主党・無所属
206. 小熊慎司 - 立憲民主党・無所属
207. 小倉將信 - 自由民主党
208. 大串正樹 - 自由民主党
209. 大串博志 - 立憲民主党・無所属
210. 大口善徳 - 公明党
211. 小田原潔 - 自由民主党
212. 小沢一郎 - 立憲民主党・無所属
213. 尾﨑正直 - 自由民主党
214. 小里泰弘 - 自由民主党
215. 大岡敏孝 - 自由民主党
216. 大河原雅子 - 立憲民主党・無所属
217. 岡田克也 - 立憲民主党・無所属
218. 岡本あき子 - 立憲民主党・無所属
219. 岡本三成 - 公明党
220. 奥野信亮 - 自由民主党
221. 奥野総一郎 - 立憲民主党・無所属
222. 奥下剛光 - 日本維新の会
223. 大西健介 - 立憲民主党・無所属
224. 大西英男 - 自由民主党
225. 大野敬太郎 - 自由民主党
226. 小野泰輔 - 自由民主党
227. 逢坂誠二 - 立憲民主党・無所属
228. 越智隆雄 - 自由民主党
229. 落合貴之 - 立憲民主党・無所属
230. 大塚拓 - 自由民主党
231. おおつき紅葉 - 立憲民主党・無所属
232. 笠浩史 - 立憲民主党・無所属
233. 沢田良 - 日本維新の会
234. 斎藤アレックス - 国民民主党・無所属クラブ
235. 齋藤健 - 自由民主党
236. 斎藤洋明 - 自由民主党
237. 坂井学 - 自由民主党
238. 坂本哲志 - 自由民主党
239. 坂本祐之輔 - 立憲民主党・無所属
240. 櫻田義孝 - 自由民主党
241. 櫻井周 - 立憲民主党・無所属
242. 笹川博義 - 自由民主党
243. 佐々木紀 - 自由民主党
244. 佐藤公治 - 立憲民主党・無所属
245. 佐藤茂樹 - 公明党
246. 佐藤英道 - 公明党
247. 佐藤勉 - 自由民主党
248. 庄子賢一 - 公明党
249. 柴山昌彦 - 自由民主党
250. 重徳和彦 - 立憲民主党・無所属
251. 下条みつ - 立憲民主党・無所属
252. 島尻安伊子 - 自由民主党
253. 階猛 - 立憲民主党・無所属
254. 新藤義孝 - 自由民主党
255. 篠原豪 - 立憲民主党・無所属
256. 篠原孝 - 立憲民主党・無所属
257. 新谷正義 - 自由民主党
258. 塩崎彰久 - 自由民主党
259. 塩川鉄也 - 日本共産党
260. 塩谷立 - 自由民主党
261. 白石洋一 - 立憲民主党・無所属
262. 薗浦健太郎 - 自由民主党
263. 空本誠喜 - 日本維新の会
264. 菅義偉 - 自由民主党
265. 杉田水脈 - 自由民主党
266. 鈴木敦 - 国民民主党・無所属クラブ
267. 鈴木淳司 - 自由民主党
268. 鈴木義弘 - 国民民主党・無所属クラブ
269. 鈴木庸介 - 立憲民主党・無所属
270. 鈴木馨祐 - 自由民主党
271. 鈴木憲和 - 自由民主党
272. 鈴木英敬 - 自由民主党
273. 住吉寛紀 - 日本維新の会
274. 末松義規 - 立憲民主党・無所属
275. 末次精一 - 立憲民主党・無所属
276. 関芳弘 - 自由民主党
277. 田畑裕明 - 自由民主党
278. 田嶋要 - 立憲民主党・無所属
279. 田所嘉徳 - 自由民主党
280. 平将明 - 自由民主党
281. 髙階恵美子 - 自由民主党
282. 高木陽介 - 公明党
283. 高木啓 - 自由民主党
284. 高木宏壽 - 自由民主党
285. 高木毅 - 自由民主党
286. 高見康裕 - 自由民主党
287. 高鳥修一 - 自由民主党
288. 高橋千鶴子 - 日本共産党
289. 高橋英明 - 日本維新の会
290. 武井俊輔 - 自由民主党
291. 武村展英 - 自由民主党
292. 竹内譲 - 公明党
293. 玉木雄一郎 - 国民民主党・無所属クラブ
294. 田村憲久 - 自由民主党
295. 田村貴昭 - 日本共産党
296. 田中和徳 - 自由民主党
297. 田中健 - 国民民主党・無所属クラブ
298. 田中良生 - 自由民主党
299. 田中英之 - 自由民主党
300. 棚橋泰文 - 自由民主党
301. 谷公一 - 自由民主党
302. 谷川とむ - 自由民主党
303. 谷川弥一 - 自由民主党
304. 田野瀬太道 - 自由民主党
305. 冨樫博之 - 自由民主党
306. 渡海紀三朗 - 自由民主党
307. 徳永久志 - 立憲民主党・無所属
308. 手塚仁雄 - 立憲民主党・無所属
309. 寺田稔 - 自由民主党
310. 寺田学 - 立憲民主党・無所属
311. 浮島智子 - 公明党
312. 梅谷守 - 立憲民主党・無所属
313. 浦野靖人 - 日本維新の会
314. 漆間譲司 - 日本維新の会
315. 上田英俊 - 自由民主党
316. 上野賢一郎 - 自由民主党
317. 上杉謙太郎 - 自由民主党
318. 藤原崇 - 自由民主党
319. 藤井比早之 - 自由民主党
320. 藤巻健太 - 日本維新の会
321. 藤岡隆雄 - 立憲民主党・無所属
322. 藤田文武 - 日本維新の会
323. 福田昭夫 - 立憲民主党・無所属
324. 福田達夫 - 自由民主党
325. 福重隆浩 - 公明党
326. 福島伸享 - 有志の会
327. 古川元久 - 国民民主党・無所属クラブ
328. 古川直季 - 自由民主党
329. 古川康 - 自由民主党
330. 古屋圭司 - 自由民主党
331. 古屋範子 - 公明党
332. 太栄志 - 立憲民主党・無所属
333. 浜田靖一 - 自由民主党
334. 浜地雅一 - 公明党
335. 葉梨康弘 - 自由民主党
336. 原口一博 - 立憲民主党・無所属
337. 橋本岳 - 自由民主党
338. 長谷川淳二 - 自由民主党
339. 早坂敦 - 日本維新の会
340. 平林晃 - 公明党
341. 平口洋 - 自由民主党
342. 平井卓也 - 自由民主党
343. 平沼正二郎 - 自由民主党
344. 本田太郎 - 自由民主党
345. 本庄知史 - 立憲民主党・無所属
346. 堀場幸子 - 日本維新の会
347. 掘井健智 - 日本維新の会
348. 穂坂泰 - 自由民主党
349. 星野剛士 - 自由民主党
350. 細田健一 - 自由民主党
351. 細野豪志 - 自由民主党
352. 辻清人 - 自由民主党
353. 角田秀穂 - 公明党
354. 土田慎 - 自由民主党
355. 津島淳 - 自由民主党
356. 堤かなめ - 立憲民主党・無所属
357. 江田憲司 - 立憲民主党・無所属
358. 枝野幸男 - 立憲民主党・無所属
359. 遠藤良太 - 日本維新の会
360. 遠藤敬 - 日本維新の会
361. 遠藤利明 - 自由民主党
362. 江渡聡徳 - 自由民主党
363. 江藤拓 - 自由民主党
364. 柚木道義 - 立憲民主党・無所属
365. 湯原俊二 - 立憲民主党・無所属
366. 八木哲也 - 自由民主党
367. 山岸一生 - 立憲民主党・無所属
368. 山口晋 - 自由民主党
369. 山口俊一 - 自由民主党
370. 山田勝彦 - 立憲民主党・無所属
371. 山田賢司 - 自由民主党
372. 山田美樹 - 自由民主党
373. 山崎誠 - 立憲民主党・無所属
374. 山本剛正 - 日本維新の会
375. 山本左近 - 自由民主党
376. 山本ともひろ - 自由民主党
377. 山本有二 - 自由民主党
378. 山井和則 - 立憲民主党・無所属
379. 山岡達丸 - 立憲民主党・無所属
380. 山崎正恭 - 公明党
381. 簗和生 - 自由民主党
382. 米山隆一 - 立憲民主党・無所属
383. 保岡宏武 - 自由民主党
384. 谷田川元 - 立憲民主党・無所属

＜2024年7月23日付け 措置対象者：13人＞
1. 田中明彦 - 国際協力機構（JICA）理事長
2. 雨宮誠 - 日建株式会社代表取締役社長
3. 岩松正剛 - 新成物産株式会社代表取締役社長
4. 大矢光雄 - 東レ株式会社取締役・監査役
5. 小原英一 - 株式会社工進社長
6. 斎藤満 - 株式会社斎藤製作所代表取締役会長
7. 竹内郁夫 - 東洋紡株式会社代表取締役社長
8. 田中宏明 - 信和株式会社代表取締役社長
9. 豊田章男 - トヨタ自動車株式会社代表取締役会長
10. 三木谷浩史 - 楽天グループ株式会社代表取締役会長兼社長
11. 諸岡昇 - 諸岡株式会社代表取締役社長
12. 福原輝彦 - 武蔵富装株式会社代表取締役社長
13. 吉永降法 - デンヨー株式会社代表取締役社長

＜2025年3月3日付け 措置対象者：9人＞
1. 岩屋毅 - 外務大臣
2. 中込正志 - 駐ウクライナ日本大使
3. 松田邦紀 - 前駐ウクライナ日本大使
4. 原昌平 - 国際協力機構（JICA）理事
5. 松永秀樹 - 国際協力機構（JICA）ウクライナ事務所所長
6. 井手博 - 株式会社IHI代表取締役社長
7. 山海嘉之 -  CYBERDYNE株式会社代表取締役社長
8. 戸谷俊介 - 株式会社プロドローン代表取締役社長
9. 南真介 - いすゞ自動車株式会社代表取締役社長